# Breed (песня)
«Breed» (с англ. — «Потомство») — песня американской гранж-группы Nirvana, написанная вокалистом и гитаристом Куртом Кобейном и впервые выпущенная на втором альбоме коллектива Nevermind под 4-м номером 24 сентября 1991 года. Также песня была выпущена на видео-альбоме Live! Tonight! Sold Out!! 15 ноября 1994 года, на концертном альбоме группы From the Muddy Banks of the Wishkah 1 октября 1996 года, на бокс-сете With the Lights Out 23 ноября 2004 года и на концертных альбомах Live at Reading, Live at the Paramount и Live and Loud 2 ноября 2009 года, 27 сентября 2011 и 23 сентября 2013 года соответственно.

## История песни
Изначально первая версия песни, написанная Кобейном в 1989 году, называлась «Imodium». Такое название было дано песне на основе лекарства от диареи с одноимённым названием, которое использовал Тэд Дойл, основатель и вокалист гранж-группы Tad, во время совместного турне Nirvana и Tad.
С музыкальной точки зрения данная версия песни практически ничем не отличается от конечной «Breed», что была выпущена на Nevermind. Текст тоже не претерпел никаких существенных изменений: лишь поменялись некоторые строчки местами, добавлено несколько дополнительных слов и прочие очень незначительные мелочи. Впервые «Imodium» была исполнена группой на концерте 8 октября 1989 года в Lif Ticket Lounge в Омахе, штат Небраска.
Версия альбома Nevermind уже с 5-м барабанщиком группы Дэйвом Гролом была записана в мае-июне 1991 года, продюсером которой стал Бутч Виг.

## Содержание композиции
«Breed» представляет собой альтернативную рок-песню длительностью 3 минуты и 3 секунды. Согласно нотам, опубликованным на Musicnotes.com BMG Rights Management, она написана в умеренно быстром темпе для рок-музыки —  160 ударов в минуту. Композиция составлена в тональности F#, а вокальный диапазон Курта Кобейна охватывает одну октаву и три ноты, от низкой ноты C5 до высокой ноты F♯5. «Breed» следует основной последовательности F♯5 — E5 — F♯5 — A5 — E5 в стихах и бридже и D5 — A5 — C5 — B5 во время рефрена в качестве последовательности аккордов.
Лирически, песня затрагивает темы подростковой апатии и страха в американском среднем классе.

## Отзывы и впечатления
В 2015 году журнал Rolling Stone поставили «Breed» на четвёртое место в своём рейтинге из 102 песен «Nirvana», а в 2017 году компания Phonographic Performance Limited опубликовала рейтинг самых популярных песен Nirvana, в котором композиция заняла 13 место. Также журнал NME выпустил собственный топ песен группы, в котором песне удалось занять 3 место

## Музыкальное видео
Несмотря на то, что песня никогда не выпускалась как сингл какого-либо альбома, на неё в 2009 году на видеохостинг YouTube был выложен видеоклип, который представляет собой заснятый материал живого исполнения Nirvana «Breed» на концерте в Paramount Theatre 1992 годаа с наложенным поверх цветовым фильтром, но пользователи запомнили версию 1991 выложенную в сентябре 2011 года. 
На момент мая 2025 клип имеет больше 21 миллиона просмотра и является 24-м клипом по популярности на канале Nirvana.

## Студийные версии
| Дата записи  | Студия             | Музыкальный продюсер | Релиз                                       | Участники записи                                                                      |
| ------------ | ------------------ | -------------------- | ------------------------------------------- | ------------------------------------------------------------------------------------- |
| Апрель, 1990 | Smart Studios      | Бутч Виг             | Nevermind:20th Anniversary Edition (2011)   | - Курт Кобейн (вокал, гитара) - Крист Новоселич (бас-гитара) - Чэд Ченнинг (барабаны) |
| Май, 1991    | Sound City Studios | Бутч Виг             | Nevermind (1991) With the Lights Out (2004) | - Курт Кобейн (вокал, гитара) - Крист Новоселич (бас-гитара) - Дейв Грол (барабаны)   |